# كولتر
كولتر (بالإنجليزية: Coulter, Iowa) هي مدينة تقع في ولاية آيوا في الولايات المتحدة. تبلغ مساحة هذه المدينة 6.35 (كم²)، وترتفع عن سطح البحر 378 م، بلغ عدد سكانها 281 نسمة في عام 2012 حسب إحصاء مكتب تعداد الولايات المتحدة.

## التركيبة السكانية
قام مكتب تعداد الولايات المتحدة بتحديد بيانات التركيبة السكانية لكولترفي تعداد الولايات المتحدة. في ما يلي، التركيبة السكانية حسب تعدادي 2000 و2010.

### تعداد عام 2000
بلغ عدد سكان كولتر 262 نسمة بحسب تعداد عام 2000، وبلغ عدد الأسر 105 أسرة وعدد العائلات 66 عائلة مقيمة في المدينة. في حين سجلت الكثافة السكانية 106.8 نسمة لكل ميل مربع (41.2/كم2). وبلغ عدد الوحدات السكنية 118 وحدة بمتوسط كثافة قدره 48.1 نسمة لكل ميل مربع (18.6/كم2).
وتوزع التركيب العرقي للمدينة بنسبة 96.18% من البيض.
بلغ عدد الأسر 105 أسرة كانت نسبة 29.5% منها لديها أطفال تحت سن الثامنة عشر تعيش معهم، وبلغت نسبة الأزواج القاطنين مع بعضهم البعض 51.4% من أصل المجموع الكلي للأسر، ونسبة 8.6% من الأسر كان لديها معيلات من الإناث دون وجود شريك، وكانت نسبة 37.1% من غير العائلات. تألفت نسبة 27.6% من أصل جميع الأسر من أفراد ونسبة 9.5% كانوا يعيش معهم شخص وحيد يبلغ من العمر 65 عاماً فما فوق. وبلغ متوسط حجم الأسرة المعيشية 3.14، أما متوسط حجم العائلات فبلغ 2.50.
بلغ العمر الوسطي للسكان 37 عاماً. وكانت نسبة 27.9% من القاطنين تحت سن الثامنة عشر، وكانت نسبة 7.6% بين الثامنة عشر والأربعة وعشرون عاماً، ونسبة 26.3% كانت واقعةً في الفئة العمرية ما بين الخامسة والعشرون حتى والأربعة وأربعون عاماً، ونسبة 20.6% كانت ما بين الخامسة والأربعون حتى الرابعة والستون، ونسبة 17.6% كانت ضمن فئة الخامسة والستون عاماً فما فوق. يوجد لكل 100 أنثى 114.8 ذكر، ويوجد لكل 100 أنثى في الثامنة عشر من عمرها فما فوق 110.0 ذكر.
بلغ متوسط دخل الأسرة في المدينة 35,208 دولار، أما متوسط دخل العائلة فبلغ 38,958 دولار. وكان متوسط دخل الذكور 26,538 دولار مقابل 20,625 دولار للإناث. وسجل دخل الفرد الخاص بالمدينة 14,056 دولار. وكانت نسبة 13.4% من العائلات ونسبة 18.4% من السكان تحت خط الفقر، وكان من هؤلاء نسبة 36.3% تحت سن الثامنة عشر ولا أحد منهم في الخامسة والستين من العمر وما فوق.

### تعداد عام 2010
بلغ عدد سكان كولتر 281 نسمة بحسب تعداد عام 2010، وبلغ عدد الأسر 107 أسرة وعدد العائلات 76 عائلة مقيمة في المدينة. في حين سجلت الكثافة السكانية 114.7 نسمة لكل ميل مربع (44.3/كم2). وبلغ عدد الوحدات السكنية 117 وحدة بمتوسط كثافة قدره 47.8 لكل ميل مربع (18.5/كم2).
وتوزع التركيب العرقي للمدينة بنسبة 87.2% من البيض و 0.4% من الأمريكيين الأفارقة و 0.4% من عرقين مختلطين أو أكثر.
بلغ عدد الأسر 107 أسرة كانت نسبة 37.4% منها لديها أطفال تحت سن الثامنة عشر تعيش معهم، وبلغت نسبة الأزواج القاطنين مع بعضهم البعض 55.1% من أصل المجموع الكلي للأسر، ونسبة 6.5% من الأسر كان لديها معيلات من الإناث دون وجود شريك، بينما كانت نسبة 9.3% من الأسر لديها معيلون من الذكور دون وجود شريكة وكانت نسبة 29.0% من غير العائلات. تألفت نسبة 26.2% من أصل جميع الأسر من أفراد ونسبة 11.2% كانوا يعيش معهم شخص وحيد يبلغ من العمر 65 عاماً فما فوق. وبلغ متوسط حجم الأسرة المعيشية 3.12، أما متوسط حجم العائلات فبلغ 2.63.
بلغ العمر الوسطي للسكان 34.5 عاماً. وكانت نسبة 29.5% من القاطنين تحت سن الثامنة عشر، وكانت نسبة 8% بين الثامنة عشر والأربعة وعشرون عاماً، ونسبة 24.6% كانت واقعةً في الفئة العمرية ما بين الخامسة والعشرون حتى والأربعة وأربعون عاماً، ونسبة 27.3% كانت ما بين الخامسة والأربعون حتى الرابعة والستون، ونسبة 10.7% كانت ضمن فئة الخامسة والستون عاماً فما فوق. وتوزع التركيب الجنسي للسكان بنسبة 55.2% ذكور و44.8% إناث.